# Jaskino (rejon charowski)
Jaskino (ros. Яскино) – wieś w Rosji, w rejonie charowskim obwodu wołogodzkiego. W 2010 r. liczyła 9 mieszkańców.